# ملیسا اینگرام
ملیسا اینگرام (به انگلیسی: Melissa Ingram) (زادهٔ ۲۴ ژوئن ۱۹۸۵) شناگر اهل نیوزیلند است.